# Carlos Yamith Páez Díaz
Carlos Yamith Páez Díaz (Turbo, 1975) es un defensor de los Derechos Humanos, reclamante de tierras y fundador de la Asociación Tierra y Paz. Ha recibido varias amenazas de muerte en su lucha por devolver a 500 familias de la región de Urabá, en la frontera con Panamá, las tierras de las que fueron expulsados en los 90 por distintos actores del conflicto armado.

## Biografía
Oriundo de Turbo, municipio del Urabá antioqueño en Colombia, Carlos Yamith Páez Díaz nació en 1975 en el seno de una familia campesina. A los 22 años y en un clima de múltiples amenazas por parte de los paramilitares a campesinos, él y su familia fueron expulsados de sus tierras en el municipio de Turbo, corregimiento Macondo, vereda Guacamaya.
Carlos y sus compañeros reclaman desde hace años el derecho del campesinado a retomar el cultivo de sus tierras en la región. Instados por el gobierno a organizarse legalmente, él y sus compañeros crearon la Asociación de Reclamantes de Tierras de Urabá a fin de garantizar que el campesinado pueda ejercer su derecho de reclamación de sus tierras según la Ley 1975.

## Activismo
Carlos es uno de los socios de mayor tradición en los procesos de reclamación de tierras en Urabá. Sus inicios datan del año 2004 cuando entró a hacer parte de la Mesa Nacional Campesina. Luego en el 2009 participó en la creación de ASOVIRESTIBI y al año siguiente, 2010, en la fundación de Tierra y Vida a nivel nacional.
En 2011, con la aprobación de la ley 1448 y formando parte de Tierra y Vida, organizaron una asamblea multitudinaria en Necoclí para organizar estrategias en la restitución de tierras: acudieron entre 35.000 y 37.000 víctimas del Urabá antioqueño. A partir de ese momento, empezó a llegar el campesinado de otras partes del país, y aumentaron las amenazas y los asesinatos de líderes y lideresas sociales. Desde que se inició este proceso ya han asesinado a 22 de sus compañeros y compañeras, pero él sigue defendiendo sus derechos y los de su gente. Tan sólo un 2,5% de las tierras reclamadas han sido restituidas.
En el 2013 asumió la presidencia de la Asociación Tierra y Vida, en reemplazo de Carmen Palencia Cabrales, quien estuvo en la presidencia desde la creación de la asociación. La elección de Carlos se realizó durante la asamblea nacional Tierra y Vida donde participaron representantes de 14 de los 16 capítulos, que tiene la organización en 14 departamentos del país.
En diciembre de 2018, contando con la representación judicial de Forjando Futuros y tras 10 años pasando por diferentes instancias judiciales, la Corte Suprema falló en favor de la reclamación de sus tierras en un caso histórico para Colombia al generar jurisprudencia en el marco de la justicia transicional de la Ley de Víctimas y Restitución de Tierras. Esto puede beneficiar a miles de personas que se encuentran en una situación similar a la de Carlos.

## Amenazas contra su vida
En el 2018, la Fundación Forjando Futuros; el Instituto Popular de Capacitación (IPC); y la Asociación de Reclamantes Tierra y Paz; denunciaron ante la Fiscalía General de la Nación un presunto plan criminal para atentar contra la vida de tres de sus líderes. Según la información recopilada, el plan criminal para atentar contra la vida de los tres líderes de tierras estaría siendo fraguado por empresarios de los sectores ganaderos, palmicultor y bananero. Según la denuncia, se sospecha que dichos empresarios habrían celebrado varias reuniones en una finca ubicada en el kilómetro 40 de la vía Panamericana, frente a la hacienda El Trébol, en el Municipio de Turbo. El objetivo de esos encuentros sería “planear atentados con el propósito de detener los procesos judiciales de restitución de tierras, que cursan contra ellos como presuntos despojadores”.
A partir de esa situación, Carlos Páez viajó a Madrid como beneficiario del Plan de Acogida Temporal a Personas Defensoras de Derechos Humanos para protegerlo de las múltiples amenazas en contra de su vida y permaneció desde septiembre a noviembre de 2019. Su acción allí se enfocó en denunciar y sensibilizar la situación de los líderes y lideresas sociales en Colombia.